# Arkæologisk grænsekompleks Hedeby og Dannevirke
Arkæologisk grænsekompleks Hedeby og Dannevirke er et verdensarvsområde i Sydslesvig i Slesvig-Holsten. Dannevirke og Hedeby blev optaget på UNESCOs liste over verdensarv den 30. juni 2018. Hedeby og Dannevirke ligger på den jyske halvøs smalleste sted.

## Hedeby
Hedeby var en handelsplads, der blev oprettet i 700–tallet. Byen blev nævnt i 804. I 808 ødelagde den danske kong Godfred handelspladsen Reric i det nuværende Mecklenburg-Vorpommern, og han tvangsforflyttede byens købmænd til Hedeby.
I 1050 afbrænder den norske kong Harald Hårderåde Hedeby, og indbyggerene flyttede til den nuværende Slesvig by, der efterhånden udviklede sig til at blive den lokale købstad. Den internationale handel blev senere overtaget af Lübeck og andre Hansestæder.

## Dannevirke
Dannevirke er en 33 km lang forsvarsvold, der strækker sig fra Vindeby Nor nær Østersøen (Egernførde Fjord) mod øst og frem til den sumpede marsk ved floderne Trenen og Ejderen, der munder ud i Vesterhavet mod vest. 
Østervolden strækker sig fra Vindeby Nor til Østerbækkens munding i Slien. Slispærringen blev oprettet ved et af de smalleste steder i Slien og tæt ved vikingebyen Fysning. Hovedvolden forbinder handelspladsen Hedeby med marsklandet i vest.
De ældste dele af  Dannevirke er formodentligt anlagt 400-500 e.v.t. Østervolden blev dog først færdig i år 737. Dannevirke blev fornyet og forstærket flere gange. I 1170 fik kong Valdemar den Store således opført Valdemarsmuren af munkesten, mens Margretevold er tillagt dronning Margrete Sprænghest (gift med Valdemar den Stores sønnesøn og formynder for hans oldesøn).
Dannevirke blev senest brugt til forsvar under den 2. Slesvigske Krig i 1864. Slaget ved Mysunde fandt sted den 2. februar. Natten mellem den 5. og 6. februar 1864 rømmede den danske hær stillingerne ved Dannevirke.
I 1944 planlagde den tyske værnemagt at etalere en pansergrav på stedet.

## Grænsen ved  Ejderen
I år 811 aftaler 12 danske og 12 frankiske stormænd, at floden Ejderen skal være rigsgrænse mellem Danmark og Frankerriget. Dermed bliver den danske besiddelse af Dannevirke og Hedeby internationalt anerkendt. 
Med korte afbrydelser gælder Ejder-grænsen mellem Danmark og Tyskland frem til Freden i Wien i 1864. Denne grænse er gennem mange år Tysklands mest stabile grænse. I århundrerne forløb er der dog mange fyrster, der skaffer sig besiddelser på begge sider af den formelle rigsgrænse.

## Ansgar i Hedeby
I 826 ankom munken Ansgar, der senere blev kendt som Nordens apostel, til Hedeby. I 848 gav den danske kong Horik 1. Ansgar tilladelse til at bygge en kirke i Hedeby. Det blev Danmarks første kirke. Nogle år senere fik Ansgar også bygget den første kirke i Ribe.

Ansgar var udsendt fra klosteret Corvey ved Weser i Westfalen i det nuværende Nordrhein-Westfalen.

## Danmark samles
Kong Gorm den Gamle, dronning Thyra Dannebod og deres søn Harald Blåtand samlede Danmark til et rige i 900–tallet. Denne begivenhed er omtalt på Jellingstenene. Jellingmonumenterne blev verdensarv i 1994. 
54°27′43″N 9°27′15″Ø / 54.461944°N 9.454111°Ø